# Miami Manatees (Canadian Football)
Die Miami Manatees waren ein geplantes Canadian-Football-Team aus Miami, Florida, das ab der Saison 1996 in der Canadian Football League (CFL) spielen sollte. Aufgrund des Rückzugs der CFL aus den Vereinigten Staaten im Frühjahr 1996 nahmen die Manatees nie den Spielbetrieb auf.

## Geschichte
Trotz bereits etablierter Konkurrenz in Miami mit dem NFL-Team Miami Dolphins und den Miami Hurricanes der University of Miami im College Football beabsichtigte eine Gruppe von Investoren ein Expansion Team der CFL nach Miami zu holen. Im Verlauf der Verhandlungen wurde jedoch die Option das Franchise der Las Vegas Posse nach Miami zu verlegen favorisiert. Am 17. Mai 1995 erwarb der Immobilieninvestor Bruce J. Frey für 1,45 Millionen US-Dollar auch die Franchiserechte. Frey kommentierte den Erwerb: 

„What this does is increase the odds that we'll get a team from about 65 percent to more like 90 percent.“

„Das erhöht die Chancen, dass wir ein Team erhalten von etwa 65 Prozent auf mehr als 90 Prozent.“

Im Frühjahr 1996 gab die CFL jedoch bekannt, die US-Expansion aufzugeben und alle Mannschaften in den USA aufzulösen. Dadurch wurden auch alle Pläne für die Manatees verworfen.

## Logo und Uniform
Das Logo zeigte eine Seekuh, die einen Football hält vor einer Schüssel aus der die Sonne oder einer explodierender Feuerwerkskörper herauskommt. Die Uniformen waren in orange und schwarz gehalten.